# Hữu Giang
Hữu Giang là một khu (quận) thuộc địa cấp thị Bách Sắc của Khu tự trị dân tộc Choang Quảng Tây, Trung Quốc với tổng diện tích 3.713 km², dân số năm 2010 là 320.100 người, người Tráng chiếm 73,55%.

## Phân chia hành chính
Khu Hữu Giang có 4 trấn, 7 hương, 1 hương dân tộc. Cụ thể như sau:
- Trấn: Bách Sắc (百色), Long Xuyên (龙川), Dương Vu (阳圩), Tứ Đường (四塘).
- Hương: Bách Lan (百兰), Đại Lăng (大楞), Long Hòa (龙和), Đạt Giang (达江), Na Tất (那毕), Vĩnh Lạc (永乐), Phán Thủy (泮水).
- Hương dân tộc: Hương dân tộc Dao Uông Điện (汪甸瑶族乡).